# Luiz Pinto Fláquer Júnior
Luiz Pinto Fláquer Júnior (Itu, 1861 - São Bernardo, 27 de maio de 1897) foi um empresário e intendente do antigo município de São Bernardo, no estado de São Paulo. Era irmão do senador José Luiz Fláquer e de Alfredo Luiz Fláquer, que também foi intendente de São Bernardo. 
Foi um dos signatários da Ata da Câmara Municipal de Santos, em 20 de maio de 1888, comemorativa à abolição da escravatura, e do abaixo-assinado protocolado em 16 de agosto de 1889 na Secretaria do Governo da Província de São Paulo, no qual se solicitava a marcação de eleições de vereadores para a instalação da Câmara Municipal de São Bernardo.
Exerceu o mandato de vereador de São Bernardo entre 1892 e 1896, fazendo parte da primeira legislatura deste município, eleita em 30 de agosto de 1892. As primeiras legislaturas eram formadas por seis vereadores eleitos; após a posse, eram distribuídos os cargos do novo município, em eleições indiretas entre os vereadores, segundo a legislação da época. Coube a Luiz Pinto Fláquer Júnior o cargo de intendente, correspondente ao cargo de prefeito dos dias atuais.
Luiz Fláquer residia nas proximidades da Estação de São Bernardo, onde era negociante. Suas preocupações básicas voltavam-se ao saneamento do bairro da Estação, hoje Centro de Santo André.
Vítima de tuberculose, morreu em 27 de maio de 1897, sendo sepultado no Cemitério de São Bernardo, hoje Cemitério de Vila Euclides.